# ODQL
ODQL (ang. Object Database Query Language) – język zapytań dla obiektowych baz danych z rozwinięciem o możliwość definiowania struktury bazy.